# Pancho Romero
Francisco Romero Vázquez (Concepción, Paraguay, 17 de diciembre de 1943-Manresa, España, 13 de febrero de 1997) fue un futbolista paraguayo de ascendencia española que jugaba de portero.

## Trayectoria
Comenzó a jugar en el Club Guaraní y, posteriormente, en el Club Sol de América hasta que fichó por el R. C. D. Español en 1967. Debutó en la Primera División de España en un partido contra el Real Betis Balompié en el que el Español venció por 1-4. En julio de 1969, cuando estaba a punto de viajar a México para someterse unas pruebas con el Club América, llegó a un acuerdo para jugar en la U. E. Sant Andreu durante la temporada 1969-70. Al término de la misma, regresó a la disciplina del Español por una campaña más.
En 1971 recaló en el Real Sporting de Gijón, donde jugó tres temporadas en la máxima categoría hasta su incorporación al C. E. Manresa de la Tercera División en 1974. Cuatro años después fichó por el C. E. Puigreig, donde decidió poner fin a su etapa como jugador en 1982.

## Clubes
| Club                   | País     | Año       |
| ---------------------- | -------- | --------- |
| Club Guaraní           | Paraguay | ¿?-¿?     |
| Club Sol de América    | Paraguay | ¿?-1967   |
| R. C. D. Español       | España   | 1967-1969 |
| U. E. Sant Andreu      | España   | 1969-1970 |
| R. C. D. Español       | España   | 1970-1971 |
| Real Sporting de Gijón | España   | 1971-1974 |
| C. E. Manresa          | España   | 1974-1978 |
| C. E. Puigreig         | España   | 1978-1982 |